# Buriti de Goiás
Buriti de Goiás là một đô thị thuộc bang Goiás, Brasil. Đô thị này có diện tích 199,291 km², dân số năm 2007 là 3106 người, mật độ 15,6 người/km².